# Сеутский собор
Сеутский собор (исп. Catedral de Santa Maria de la Asunción de Ceuta) — собор в Сеуте, посвящён Вознесению Пресвятой Девы Марии.
Собор построен на месте ранней христианской церкви VI века, предположительно построенной императором Юстинианом I на перешейке, соединяющим с материком полуостров Альмина. Позже, в 711—1415 годах, здесь располагалась Великая мечеть Сеуты. После португальского завоевания 1415 года  мечеть была преобразована в христианскую церковь. Ущерб, нанесённый военными инцидентами в течение десятилетий, привели к разрушению здания, и в конце XVII века было решено заменить её новой церковью, спроектированной архитектором Хуаном де Очоа. Строительные работы начались в 1686 году, но в последующие годы возникло множество трудностей из-за большой осады, которой подверглась Сеута, и новый собор не был освящён до 1726 года, когда состоялось освящение.
Образованная в 1417 году католическая епархия Сеуты 5 сентября 1851 года была объединена с епархией Кадиса.
В 1930 годы в соборе расположился военно-полевой госпиталь. Последняя реконструкция была проведена в 1949—1958 годах, когда была построена вторая башня фасада. 18 ноября 2008 года собор включён в перечень объектов культурного интереса Bien de interés cultural.
К собору примыкает здание, в котором размещаются викариат, секретариат, епархиальный архив, библиотека, музей собора, а также дом епископа, окружающий небольшой треугольный двор.
Важными элементами собора являются капелла Пресвятой Троицы, барочный алтарь и фрески Мигеля Бернардини, а также три больших полотна и статуя Пресвятой Девы Марии XV века португальского происхождения.

## Галерея

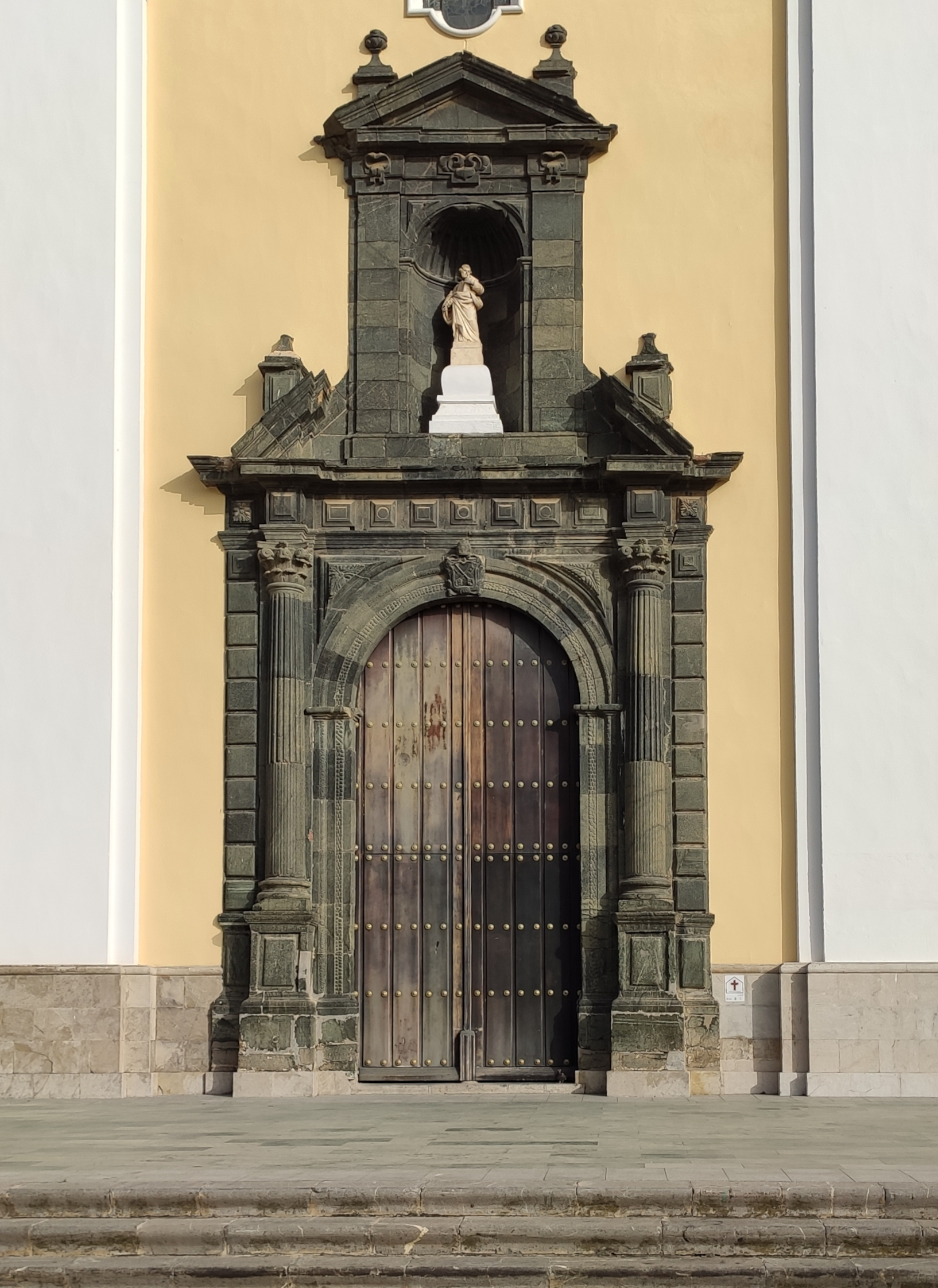
Портал собора
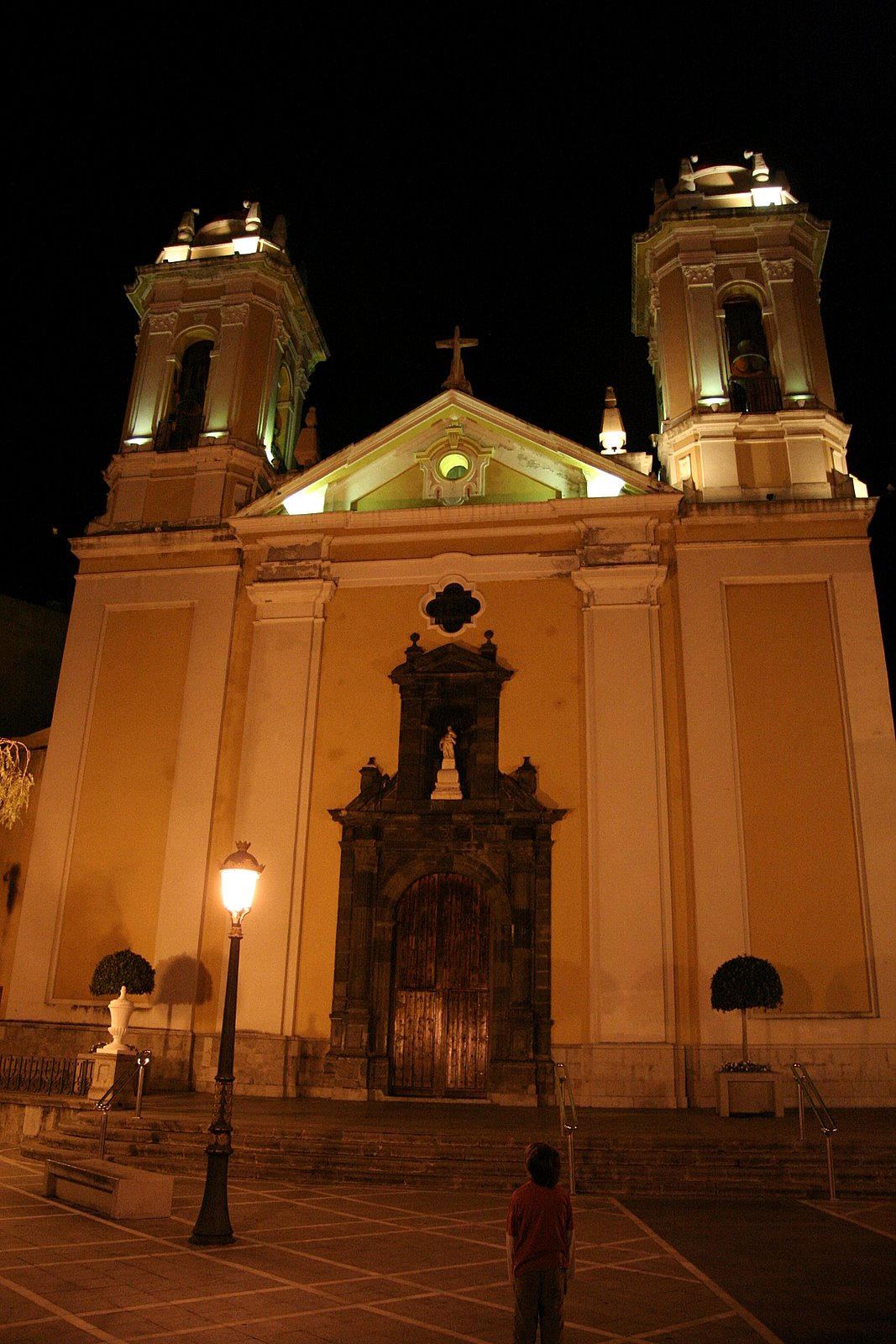
Ночной вид фасада
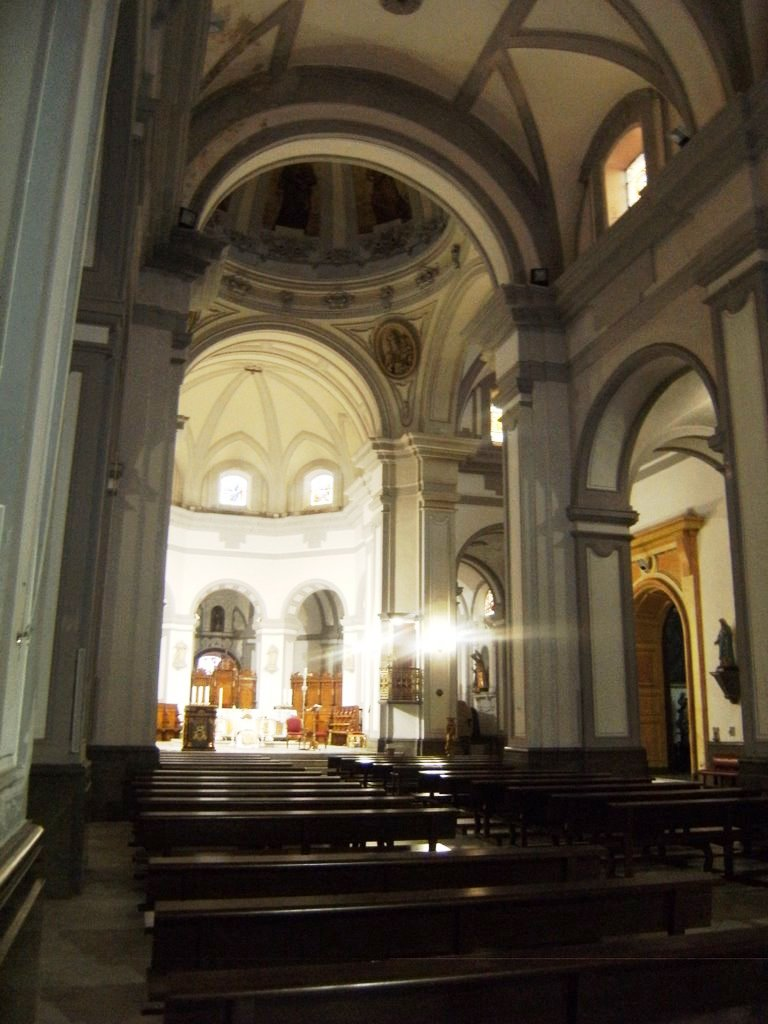
Интерьер собора
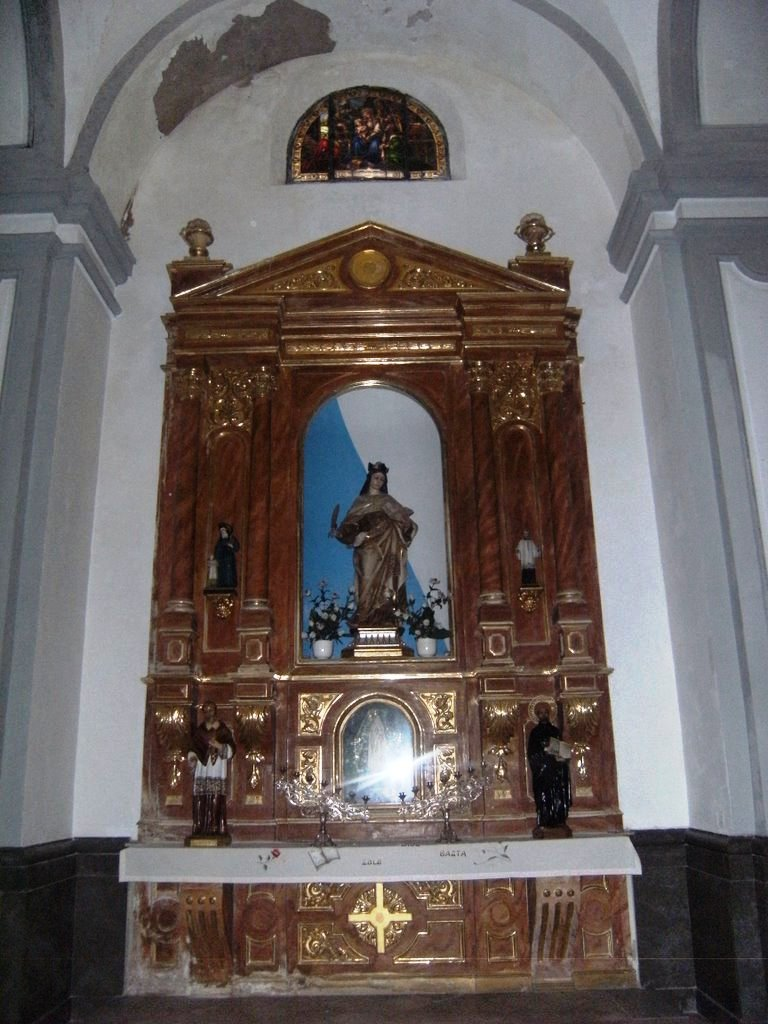
Алтарь в стиле неоклассицизма